# Azydek ołowiu(II)
Azydek ołowiu(II) – nieorganiczny związek chemiczny soli ołowiu i azotowodoru o wzorze Pb(N3)2.
Występuje w postaci białego proszku lub kryształów o gęstości 4,71 g/cm³. Nie rozpuszcza się w wodzie. Jest silnie toksyczny. Po podgrzaniu stopniowo się rozkłada, a w temperaturze ok. 350 °C detonuje. Prędkość rozchodzenia się fali detonacyjnej wynosi do 5,4 km/s. Ze względu na to, że łatwo wybucha pod wpływem bodźców mechanicznych (tarcie, uderzenie, nakłucie etc.) lub iskry elektrycznej jest używany jako inicjujący materiał wybuchowy w spłonkach i detonatorach. W stanie wilgotnym nie traci właściwości wybuchowych. Powinien być przechowywany pod wodą w gumowych pojemnikach.
W zetknięciu z miedzią w stanie wilgotnym tworzy bardzo wrażliwy i przez to niebezpieczny azydek miedzi(II).
Azydek ołowiu otrzymuje się działając ~3% roztworem wodnym azydku sodu na ~9% roztwór azotanu ołowiu(II) (w stosunku masy roztworów 1:1). W celu otrzymania niewielkich kryształków Pb(N3)2 (większe mogą wybuchnąć podczas krystalizacji) do roztworu dodaje się dekstryny. W roztworze zachodzi reakcja podwójnej wymiany:
Pb(NO3)2 + 2NaN3 → Pb(N3)2↓ + 2NaNO3